# Lasse Virén
Lasse Artturi Virén, född 22 juli 1949 i Mörskom, är en finländsk politiker (Samlingspartiet). Före den politiska karriären var han en mycket framgångsrik långdistanslöpare och polis till yrket. Han vann OS-guld på 5 000 och 10 000 meter både 1972 och 1976 och slog dessutom tre världsrekord. Virén var länge den ende löpare som totalt vunnit fyra olympiska guld på de båda längsta arenadistanserna i löpning; 2016 kopierade Mo Farah bedriften.
Löparkarriären avslutades 1980. Senare inledde Lasse Virén en politisk karriär, och åren 1997–2007 samt 2010–2011 var han finländsk riksdagsman.

## Biografi

### Bakgrund
Som 19-åring slutade Virén sin skolgång för att träna löpning under Rolf Haikkola. Denne hade anammat den nyzeeländske friidrottsledaren Arthur Lydiards träningsfilosofi att löpning på mycket långa distanser ger ökad uthållighet. Viréns löpintresse blev mer än en hobby, även sedan han fått en tjänst som polisman i Helsingfors.
Vid 1971 års EM nådde Virén sjunde plats i 5 000-metersfinalen och 17:e plats på 10 000 meter. Året därpå skulle dock visa än bättre resultat, då han en månad för olympiska spelen i München slog världsrekord på 2 engelska mil, med tiden 8.14. Detta inspirerade Virén till att både ställa upp på 5 000 och 10 000 i OS-tävlingarna; han hade ursprungligen endast planerat att starta på den kortare distansen.

### Olympiska framgångar

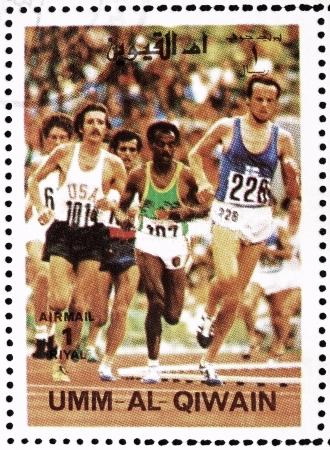
Vid OS 1972 vann Virén 10 000 trots ett fall.

Lasse Virén vann OS-guld 1972 och 1976 på både 5 000 och 10 000 meter. Under 10 000-metersloppet vid OS 1972 föll han vid halva sträckan men reste sig, tog in de förlorade 50 meterna och löpte i mål som segrare på ny världsrekordtid – sex meter före tvåan Emiel Puttemans. Vid 5 000-metersfinalen en vecka senare utklassade han på nytt sina konkurrenter, och vid ett lopp direkt efter OS satte han världsrekord även på den här distansen (13.16,4).
Vid 10 000-metersfinalen 1976 sprintade Virén i mål 30 meter före närmaste man. Finalloppet 5 000 meter blev dock en betydligt jämnare historia, där endast några meter skilde de fyra första över mållinjen.
1976 utsågs Virén även till årets bästa friidrottare i världen.
Vid OS 1976 ställde han upp även i maratonloppet, i ett försök att kopiera Emil Zátopeks bravad att vinna på alla tre distanserna vid OS 1952. Vid maratonloppet, som arrangerades endast ett dygn efter finalen på 5 000 meter, slutade Virén dock som femma.
Han ställde upp även vid Moskva-OS 1980. Där nådde han femte plats på 10 000 meter men tvangs att avbryta maratonloppet på grund av sjukdom.

### Övriga noteringar

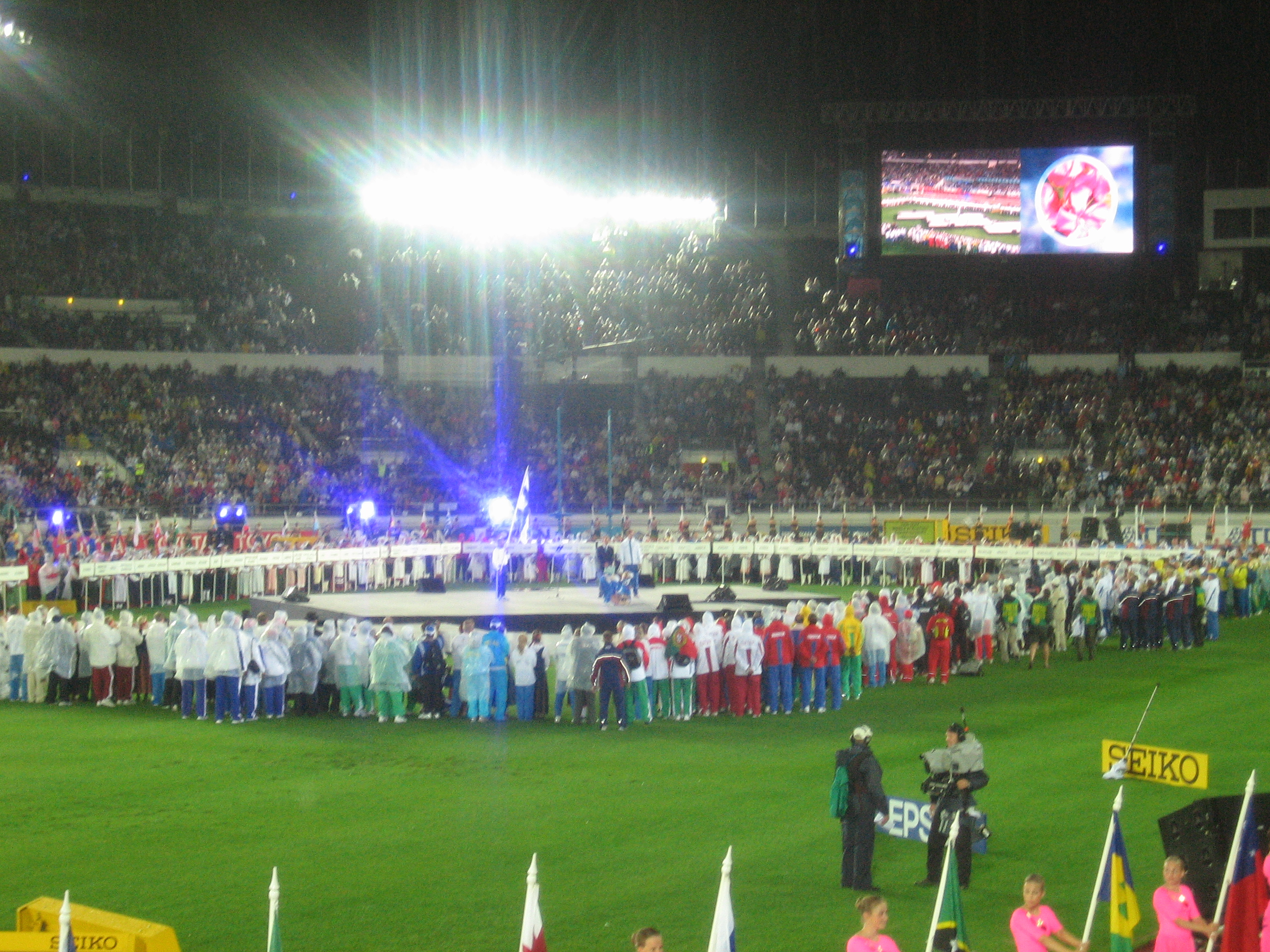
Invigningen av VM 2005 i Helsingfors, med bland andra Lasse Virén på podiet.

Lasse Virén nådde sina största framgångar vid olympiska spel. Därutöver nådde han vid EM som bäst en tredjeplats i 5 000-metersfinalen 1974. 
Viréns förmåga att toppa sig just till de största loppen ledde till obekräftade rykten om att han skulle nyttjat bloddopning (som var nytt och ännu inte förbjudet) inför OS-turneringarna.
Samtidigt ägnade Virén sig åt höghöjdsträning, eftersom kunskapen om blodkropparnas tillväxt vid vistelse på hög höjd i början av 1970-talet började bli allmänt känd. Inför OS 1976 avverkade Virén totalt 10 000 km, efter en månad på 3 000 meters höjd i Colombia, en månad på Puerto Rico (sic!), en månad hemma på hög höjd samt en månad vid Thomsonfallen och 2 300 meters höjd i Kenya. Höghöjdsträning var en del av träningsmetodiken.
Virén satte 1972 världsrekord på tre distanser – 2 engelska mil, 5 000 meter (13.16,4) och 10 000 meter (27.38,4, satt i OS-finalen). Han valdes både 1972 och 1976 till Sportsman of the year.

### Efter friidrottskarriären
Lasse Virén avslutade sin löparkarriär efter OS 1980. Han fortsatte som polisman, medan löpningen återgick till att bli en privat hobby.
Dessutom började Virén aktivera sig politiskt. 1999 blev han finsk riksdagsman för Samlingspartiet, och han satt därefter i riksdagen fram till 2007 samt ytterligare en gång 2010–2011. Han blev därefter kommunfullmäktiges ordförande i hemkommunen Mörskom.
2014 valdes Lasse Virén in i Internationella Friidrottsförbundets "Hall of Fame".

## Personbästa
- 5 000 meter – 13.16,4 (1972)[9]
- 10 000 meter – 27.38,35 (1976)[9]
- Maraton – 2:13.11 (1976)[9]

## Utmärkelser
- Riddartecknet av I klass av Finlands Lejons orden,  1972[6]
- Finlands idrottskulturs stora förtjänstkors,  2010[7]
- Finlands idrottskulturs förtjänstkors i guld[8]

[Redigera Wikidata]

## Källhänvisningar
1. 1 2 3 4  Riksdagsledamöterna, Finlands riksdag, Finlands riksdag, Id för finländska riksdagsledamöter: 608, läst: 12 september 2022.[källa från Wikidata]
2. ↑  Encyclopædia Britannica, Encyclopædia Britannica Online-ID: biography/Lasse-Virentopic/Britannica-Online, läst: 9 oktober 2017.[källa från Wikidata]
3. ↑  World Athletics Database, World Athletics ID: 8794.[källa från Wikidata]
4. ↑  Lasse Virén, Biografiskt lexikon för Finland, Svenska litteratursällskapet i Finland, Biografiskt Lexikon för Finland ID (urn.fi): 4421-1416928957027, läs online.[källa från Wikidata]
5. ↑  Riksdagsledamöterna, Finlands riksdag, Id för finländska riksdagsledamöter: 608, läst: 3 april 2022.[källa från Wikidata]
6. 1 2  läs online, ritarikunnat.fi , läst: 21 augusti 2023.[källa från Wikidata]
7. 1 2  läs online, okm.fi , läst: 25 maj 2023.[källa från Wikidata]
8. 1 2  Linnan juhlat 2023 (på finska), läs online, läst: 26 februari 2024.[källa från Wikidata]
9. 1 2 3 4 5 6 7 8 9  "Lasse Virén". Arkiverad 18 mars 2009 hämtat från the Wayback Machine. NE.se. Läst 16 november 2014. (engelska)
10. 1 2  "Lasse Viren (Finnish athlete)". Britannica.com. Läst 16 november 2014. (engelska)
11. 1 2 3 4  "Lasse Viren". Faqs.org. Läst 16 november 2014. (engelska)
12. 1 2 3  "Lasse Virén". NE.se .Läst 16 november 2014.
13. ↑  "Lasse Viren". Runnersworld.com. Läst 16 november 2014. (engelska)
14. 1 2  AP (1976-07-30): "Finns deny blood doping". Eugene Register-Guard. Läst 16 november 2014. (engelska)
15. ↑  Roos, Malin (2004-11-05): "OS-stjärnan: Vi dopade oss". Expressen.se. Läst 16 november 2014.
16. ↑  Stenius, Yrsa (1999-03-23): "Löparkungen ger ett kompetent intryck". Aftonbladet.se. Läst 16 november 2014.
17. ↑  "Lasse Virén". (riksdagsprofil) Arkiverad 29 november 2014 hämtat från the Wayback Machine. Eduskunta.fi. Läst 13 november 2012. (finska)
18. ↑  FNB (2014-11-11): "Lasse Virén i IAAF:s Hall of Fame". Arkiverad 29 november 2014 hämtat från the Wayback Machine. Hbl.fi. Läst 16 november 2014.